# Roztoka (powiat limanowski)
Roztoka – wieś w Polsce, położona w województwie małopolskim, w powiecie limanowskim, w gminie Łukowica, w Beskidzie Wyspowym, w dolinie potoku Łukowica.
Zabudowania wsi położone są ok. 520–830 m n.p.m. Liczba mieszkańców Roztoki wynosi 853, jej powierzchnia 4,1 km².
W latach 1975–1998 wieś należała administracyjnie do województwa nowosądeckiego.
Wieś położona jest na terenie Beskidu Wyspowego; otaczają ją wzniesienia Okowaniec, Łyżka i Pępówka. Przez wieś przepływa potok Łukowica.  Niedaleko przełęczy Ostra-Cichoń postawiona jest stacja meteo IMGW (na wysokości 810 m n.p.m.).

## Integralne części miejscowości
| SIMC    | Nazwa        | Rodzaj     |
| ------- | ------------ | ---------- |
| 0449378 | Hyblówka     | część wsi  |
| 0449384 | Jaworze      | przysiółek |
| 0449390 | Jeżowa Woda  | przysiółek |
| 0449409 | Kącina       | część wsi  |
| 0449415 | Krzysiówka   | część wsi  |
| 0449421 | Łąki         | część wsi  |
| 0449438 | Pępówka      | część wsi  |
| 0449444 | Podokowaniec | część wsi  |
| 0449450 | Podrokicie   | część wsi  |
| 0449467 | Podskiełek   | część wsi  |
| 0449473 | Przysłop     | przysiółek |
| 0449480 | Solniska     | część wsi  |

## Edukacja
W miejscowości swoją siedzibę ma szkoła podstawowa im. Marii Konopnickiej

## Religia
W Roztoce znajduje się kaplica pod wezwaniem św. Jana Pawła II. Świątynia należy do Parafii Świętego Andrzeja Apostoła w Łukowicy. Poświęcenia kaplicy dokonał biskup Stanisław Salaterski. W ołtarzu głównym znajduje się duży obraz Jana Pawła II oraz figury Jezusa i Matki Bożej.

## Ochotnicza straż pożarna
Miejscowa OSP to jednostka działająca w strukturze krajowego systemu ratowniczo-gaśniczego. W dniu 11 listopada 2024r Komendant Główny Państwowej Straży Pożarnej włączył OSP w Roztoce do KSRG. Na wyposażeniu znajdują się samochody pożarnicze marki Magirus-Deutz oraz Lublin.  W 2025 roku do OSP w Roztoce ma trafić nowy średni samochód ratowniczo-gaśniczy.